# 177P/Barnard
El cometa 177P/Barnard, también conocido como Barnard 2, es un cometa periódico con un período orbital de 119 años. Se ajusta a la definición clásica de un cometa tipo Halley  (20 años < período < 200 años).
El cometa, también denominado P/2006 M3, descubierto por Edward Emerson Barnard el 24 de junio de 1889, y fue redescubierto después de 116 años. El 19 de julio de 2006, 177P se quedó a 0,36 UA de la Tierra.  Desde finales de julio hasta septiembre de 2006 era más brillante de lo esperado con una magnitud aparente de 8 en las constelaciones de  Hércules y luego  Draco. El perihelio fue el 28 de agosto de 2006.
De otros dos cometas periódicos de Barnard, el primero, D/1884 O1 (Barnard 1) fue visto por última vez el 20 de noviembre de 1884 y se cree que se desintegró. El último, 206P/Barnard-Boattini marcó el comienzo de una nueva era en la astronomía cometaria, ya que fue el primero en ser descubierto por la fotografía. Fue un cometa perdido después de 1892, hasta su redescubrimiento por accidente el 7 de octubre de 2008 por Andrea Boattini.